# Cuscuta hitchcockii
Cuscuta hitchcockii är en vindeväxtart som beskrevs av Truman George Yuncker. Cuscuta hitchcockii ingår i släktet snärjor, och familjen vindeväxter. Inga underarter finns listade i Catalogue of Life.